# Željeznička pruga Doboj – Simin Han
Željeznička pruga Doboj – Simin Han bila je željeznička pruga uskog kolosijeka na jugu tadašnje Austro-Ugarske, a danas Bosne i Hercegovine. Bila je odvojak Bosanske pruge (Bosnabahn) Bosanski Brod – Doboj – Zavidovići – Zenica – Lašva - Podlugovi – Vogošća – Sarajevo, postavljene u razdoblju od 1879. do 1898. godine. Vodila je do industrijskih pogona za proizvodnju soli Tuzli i Siminom Hanu, dovršenih 1885. godine. U promet je pruga puštena 29. travnja 1886. godine. Bila je dužine 66,7 km. Prugom su vozile parne lokomotive na pogon ugljenom. Poslije Drugoga svjetskog rata prelazilo se postupno na normalni kolosijek i ukidalo uskotračne pruge. Duž trasa uskotračnih građene su pruge normalna kolosijeka. Na ovoj se pruzi prometovalo do 28. ožujka 1951. godine, kad je ova pruga ukinuta i demontirana. Njenu je ulogu preuzela željeznička pruga normalnog kolosjeka dovršena 1950. i puštena u promet 28. ožujka 1951. godine.